# ضد الكسر (مسلسل)
ضد الكسر مسلسل تلفزيوني مصري عُرض في شهر رمضان عام 1442 هـ، من بطولة نيللي كريم ومحمد فراج، ومن إخراج أحمد خالد.

## قصة المسلسل
تدور الأحداث حول نجمة وسائل التواصل الإجتماعي سلمى، والتي تتعرض لمحاولة قتل فيتولى رئيس المباحث هاني القضية لكشف المعتدي في ظل وجود خلافات بينها وبين زوجها كريم ويتضح وجود أسرار غامضة في حياتها.

## طاقم العمل
- نيللي كريم: (سلمى)
- محمد فراج: (كريم الدمنهوري)
- لقاء الخميسي: (نادين حسني - صديقة كريم)
- مصطفى درويش: (صلاح العمري)
- تارا عماد: (ملك - أخت سلمى)
- سينتيا خليفة: (مايا)
- تامر هاشم: (أمير - ضيف شرف)
- هشام إسماعيل: (هاني - رئيس المباحث)
- لؤي عمران: (إياد - زوج نادين)
- حمزة العيلي: (مصطفى - زوج ملك)
- محمد السويسي: (إيهاب - فرد أمن)
- نهير أمين: (والدة سلمى)
- نور إيهاب: (ليلى - أخت سلمى)
- أحمد أبو زيد: (مالك)
- بيومي فؤاد: (ضيف شرف)
- سامي مغاوري: (عبد الظاهر - مالك المكتبة)
- رمزي العدل: (والد كريم)
- جمال يوسف
- بهجت عدلي
- هاجر السراج